# The Greatest Australians
The Greatest Australians is een Australisch televisieprogramma waarin de "grootste Australiër" werd verkozen. Een jury nomineerde zeven mogelijke grootsten, waarna het publiek verder kon stemmen.

## The Greatest Australian
- Howard Florey

## De andere groten
- Henry Parkes
- Thomas Derrick
- Rupert Murdoch
- Evonne Goolagong-Cawley
- Michael Leunig
- Barry Humphries